# Louisette Fleuret
Pour les articles homonymes, voir Fleuret (homonymie).
Louisette Fleuret, née le 29 avril 1919 à Paris et morte le 3 décembre 1965 à Clichy est une nageuse française.

## Biographie

### Famille
Louisette Fleuret est la fille d'un nageur et de madame Pigeon

### Carrière sportive
Louisette Fleuret débute la natation aux Mouettes de Paris en 1925 et rejoint en 1927 le Cercle des Nageurs de Paris. 
L'ancien nageur Georges Hermant prend en charge son entraînement. 
Elle est sacrée championne de France de natation sur 400 mètres nage libre en 1933, 1934, 1935, 1936, 1937, 1938 et 1939. Elle partage ce titre avec Solita Salgado en 1934. 
Aux Championnats d'Europe de natation 1934, elle se classe sixième de la finale du 400 mètres nage libre.
En juillet 1935, elle arrive seconde du 100 mètres nage libre aux championnats de France.
Elle est membre de l'équipe de France aux Jeux olympiques d'été de 1936, prenant part au 400 mètres nage libre ; elle est éliminée en demi-finales tout en battant son propre record de France.
En 1937, elle remporte le relais 4x100 m nage libre aux championnats de France. Cette même année, elle bat en août les records de France du 800 m nage libre et du 1 500 m nage libre. 

### Seconde guerre mondiale
Au cours des jeux olympiques de 1936, Louisette Fleuret tombe amoureuse d'un Allemand qui devient agent de la Gestapo durant la seconde guerre mondiale. Étant accusée d'avoir dénoncé des résistants, elle fuit la France à la libération et devient la patronne d'une maison close à Tunis où elle est retrouvée en 1949. Elle est condamnée à mort par un tribunal militaire à Marseille mais fait appel.
Le 17 novembre 1949, Louisette Fleuret est jugée par le Tribunal militaire de Paris, et écope d'une peine de 5 ans de prison.